# توماس جان هانتر
توماس جان هانتر (انگلیسی: Thomas John Hunter; ۱ ژانویهٔ ۱۸۸۰ – 1928) بازیکن فوتبال، و سرمربی (فوتبال) اهل پادشاهی متحد بریتانیای کبیر و ایرلند بود.
از باشگاه‌هایی که در آن بازی کرده‌است می‌توان به باشگاه فوتبال لیورپول اشاره کرد.